# Brachydesmus inferus
Brachydesmus inferus är en mångfotingart som beskrevs av Robert Latzel 1884. Brachydesmus inferus ingår i släktet Brachydesmus och familjen plattdubbelfotingar.

## Underarter
Arten delas in i följande underarter:
- B. i. concavus
- B. i. dimnicenus
- B. i. inferus